# Tracy Caldwell Dyson
Tracy Caldwell Dyson (n. 18 d'agost de 1969 en Arcàdia, Califòrnia, Estats Units) és una química i astronauta de la NASA. Caldwell Dyson va ser Especialista de Missió en el Transbordador Espacial Endeavour en la missió STS-118 de l'agost de 2007. Va formar part de l'Expedició 24 en l'Estació Espacial Internacional entre el 4 d'abril de 2010 i el 25 de setembre de 2010. Va realitzar tres passeigs espacials, acumulant més de 22 hores d'EVAs incloent treballs de substitució d'una bomba de líquid refrigerant avariada.

## Personal
Caldwell Dyson, és la menor de dues filles, va néixer a Arcàdia, Califòrnia, i més tard es va traslladar a Beaumont, Califòrnia, per assistir a l'escola secundària en la dècada de 1980, on el seu pare treballava com a electricista. Els seus interessos recreacionals van incloure córrer, peses, caminada, softbol, bàsquet i mecànica d'automòbils. Com a estudiant, també va competir en atletisme intercolegial a la Universitat Estatal de Califòrnia, en les categories de velocitat i salt de longitud.

## Carrera acadèmica
Està llicenciada en química per la universitat estatal de Califòrnia a Fullerton (1993). El seu treball de tesi es va centrar en la investigació a nivell molecular, reactivitat de la superfície i la cinètica de les superfícies de metall amb espectroscòpia d'electrons de desorció per làser, i tècniques d'espectrometria de massa transformativa. També ha dissenyat i construït components perifèrics de temperatura variable, sistemes d'ultra alt buit d'escaneig per microscopia d'efecte túnel.
En 1997, Caldwell Dyson va rebre la beca Camille i Henry Drefus pel Post-doctorat en Ciències del Medi ambient per estudiar la química atmosfèrica de la Universitat de Califòrnia, Irvine. On va estudiar la reactivitat i la cinètica dels sistemes atmosfèrics rellevants mitjançant ionització a pressió atmosfèrica d'espectrometria de masses, la transformació de Fourier en espectroscòpies d'absorció infraroja i ultraviolada. A més, va desenvolupar mètodes de ionització química per a la interpretació de l'espectre de compostos de traces. Caldwell Dyson ha publicat i presentat el seu treball en nombroses ponències en conferències tècniques i en les revistes científiques.
Domina el llenguatge de senyals americà (ASL) i la conversa en espanyol i rus.

## Carrera espacial
Va participar en la missió del transbordador espacial Endeavour STS-118 a l'agost de 2007 i en la missió de la nau Soiuz TMA-18, formant part de les expedicions 15 i 23 de l'estació espacial internacional.
Caldwell Dyson va ser assignada i després va volar en la missió STS-118 en el transbordador espacial Endeavour, del 8 al 21 d'agost de 2007, va anar al vol del Transbordador Espacial 119, el vol 22 a l'Estació, i el vol 20 per l'Endeavour. Caldwell Dyson va ser assignada com a especialista de missió núm. 1 en aquest vol. Durant la missió de l'Endeavour la tripulació va agregar amb èxit un altre segment de l'estructura integrada, un giroscopi nou i una plataforma externa de peces de recanvi a l'Estació Espacial Internacional. Un nou sistema que permet als transbordadors atracats usar consum d'energia elèctrica de l'estació per ampliar les visites a l'estació, que posteriorment es va activar amb èxit. Un total de quatre caminades espacials, EVA, van ser realitzades per tres membres de la tripulació. L'Endeavour va portar uns 5.000 quilos d'equips i subministraments a l'estació i van tornar a la Terra amb uns 4.000 quilograms de maquinari i equip no necessari. La missió STS-118 es va completar en 12 dies, 17 hores, 55 minuts i 34 segons. Finalment, durant el vol de la missió STS-118, Caldwell Dyson va celebrar el seu aniversari número 38 a l'espai.
El 4 d'abril de 2010, Caldwell Dyson es va unir a la tripulació de l'Expedició 23 a bord de l'EEI. Es van enlairar el 2 d'abril de 2010 des de la base espacial de Baikonur a bord de la nau russa Soiuz TMA-18. Després de formar part de la tripulació durant 176 dies en l'Expedició 24, va tornar a la Terra en la càpsula Soiuz TMA-18 juntament amb el comandant Alexander Skvortsov i l'enginyer de vol Mikhail Korniyenko, Dyson va aterrar a Kazakhstan el 25 de setembre de 2010.
Ha passat a l'espai 188 dies, 19 hores, 14 minuts.
Ha realitzat un total de 3 EVAs amb un temps total de 22 hores i 49 minuts.

## Educació
- Beaumont High School, Beaumont, Califòrnia, 1987.[2]

- B.S., Chemistry, Califòrnia State University, Fullerton, 1993.[1]
- PhD, Physical Chemistry, University of Califòrnia, Davis, 1997.[1]

## Organitzacions
Caldwell Dyson pertany societat d'investigació científica Sigma Xi i a la Societat nord-americana de Química.

## Premis i honors

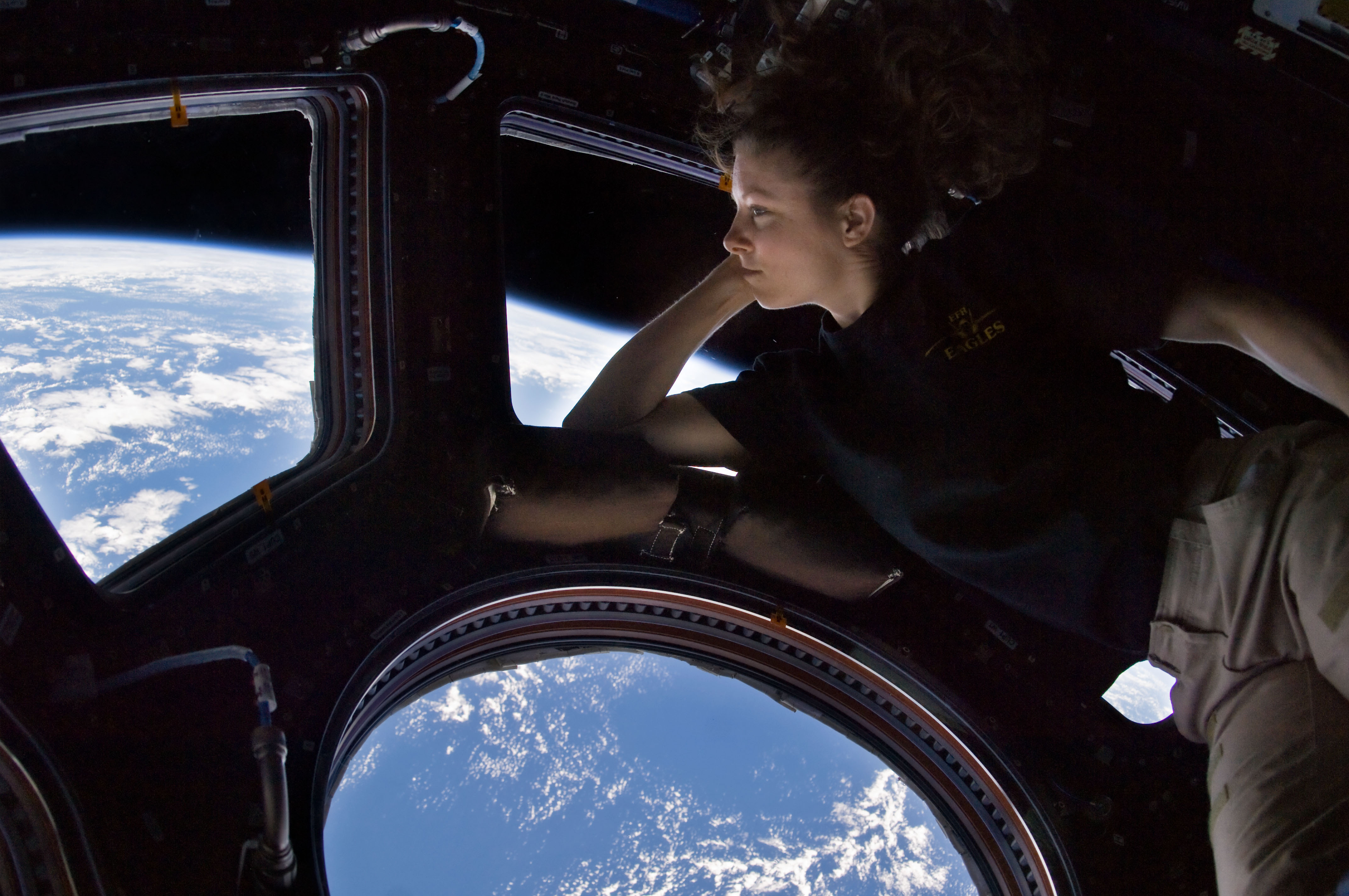
Caldwell Dyson en el mòdul Cupola de l'estació espacial internacional observant la Terra.

- Medalla de Vol Espacial de la NASA (2007, 2010).
- Medalla de Servei Distingit de la NASA (2010).
- Premi de la NASA Aconsegueixo Superior (2000).
- Premi a l'Excel·lència Estudiant de Doctorat en Ciències Químiques per la Universitat de Califòrnia Davis (1997).
- Patricia Roberts Harris Graduate Fellowship en Química (1993-1997).
- Premi Lyle Wallace de Servei del Departament de Química, CSU Fullerton (1993).
- Fundació Nacional de Ciències Experiència d'Investigació per al Premi d'Estudiants, (1992).
- Consell de la Construcció i Beques Construction Trades (1991 i 1992).
- Big West Acadèmic atleta (1989-1991).